# DKW Sport 500
Die DKW Sport 500  ist ein Motorradmodell der Zschopauer Motorenwerke J. S. Rasmussen, ab Mitte 1932 der Auto Union AG.

## Technik
Das Modell Sport 500 erhielt fast den gleichen Motor wie die DKW Luxus 500 und vorher bereits die Z 500. Wegen der häufigen Überhitzung der Zylinder dieser beiden Modelle und dadurch verursachter Kolbenklemmer wurden jedoch die Zylinder verändert und wie schon bei der Z 500 eine Thermosiphonkühlung (Wasserkühlung ohne Pumpe) eingebaut. Der Rahmen unterscheidet sich nur geringfügig von dem der Luxus 500, so z. B. in den zusätzlichen Befestigungen für den Kühler am vorderen Rahmenzug. Auch der Vorderbau gleicht der Luxus 500. Zur Standardausrüstung gehörten eine 35-W-Beleuchtungsanlage und Tachometer.
Im Laufe der nur kurzen Produktionszeit kamen unterschiedliche Anbauteile zum Einsatz, da der Hersteller verschiedene Lagerbestände aufbrauchte. Eine eindeutige Unterscheidung zum Modell Luxus 500 ist damit nicht immer möglich.
Die Auto Union AG warb für die Sport 500 in einem Verkaufsprospekt von 1932 mit folgenden Vorzügen: „Für Fahrer, welche auf höchstes Anzugsvermögen ihres Motorrades besonderen Wert legen und welche die Vorzüge einer Zweizylinder-Zweitaktmaschine schätzen, ist dieses DKW-Modell das geeignete Fahrzeug. Die Sport 500 ist ein zuverlässiges und preiswertes Gebrauchsrad, ausdauernd bergfreudig und von hoher Geschwindigkeit.“ Zudem nennt er im Prospekt: „[…] Stromlinientank mit Blitzverschluss und Spezialeinrichtung für selbsttätige Oel-Benzin-Mischung.“
| DKW Sport 500         | DKW Sport 500                                                         |
| --------------------- | --------------------------------------------------------------------- |
| Motor                 | Zweizylinder-Zweitakt-Reihenmotor mit 180° Kurbelversatz, Kickstarter |
| Ladungswechsel        | Querstromspülung                                                      |
| Hubraum               | 493,9 cm³                                                             |
| Bohrung × Hub         | 68 × 68 mm                                                            |
| Nennleistung          | 18 PS (13,2 kW)                                                       |
| Getriebe              | 3-Gang-Getriebe                                                       |
| Schmierung            | Zweitaktgemisch 1 : 20–25                                             |
| Vergaser              | Framo-B                                                               |
| Kühlung               | Thermosiphon                                                          |
| Rahmenbauart          | Pressstahl-Profilrahmen                                               |
| Radaufhängung vorn    | Parallelogrammgabel mit Schraubenfeder                                |
| Radaufhängung hinten  | Starrrahmen                                                           |
| Bremsen               | Innenbackenbremsen vorn und hinten                                    |
| Leergewicht           | 160 kg                                                                |
| Höchstgeschwindigkeit | 120 km/h                                                              |
| Stückzahl             | ca. 300                                                               |